# Spartan (gra komputerowa)
Spartan – komputerowa gra strategiczna stworzona przez Slitherine Strategies w 2004 roku.

## Rozgrywka
Akcja toczy się w starożytnej Grecji i Azji Mniejszej w czasach wojen grecko-perskich. Gracz ma za zadanie stanąć na czele jednego z państw-miast greckich lub anatolijskich (np. Sparty, Tracji) i zjednoczyć pod swoim panowaniem pozostałe miasta-państwa. Po zjednoczeniu (często nawet w trakcie) gracz musi przeciwstawić się wrogiej inwazji ze strony Rzymu lub/i Persji. W grze pojawia się ponad 100 różnych nacji.
Cele swoje gracz realizować może drogą militarną. Do jego dyspozycji jest szereg różnorodnych jednostek, charakterystycznych dla czasów antycznych. Są to lekka i ciężka piechota oraz lekka i ciężka jazda. Istnieje możliwość transportu wojsk drogą morską za pomocą statków. Jednostek używać można zarówno do bitew toczonych w polu jak i do zdobywania wrogich miast.
Duże znaczenie dla powodzenia akcji ma sprawna gospodarka i handel. Gracz musi dbać o zaopatrzenie swojego państwa m.in. w żywność, metale i budulec. Gra uwzględnia też rolę dyplomacji i szpiegów. W pełnej wersji gry autorzy uwzględnili także szereg zdarzeń losowych, takich jak napady barbarzyńców na podległe miasta, czy klęski nieurodzaju. Dodatkowo gracz musi dbać o morale poddanych mieszkańców swoich miast poprzez np. budowanie świątyń czy szpitali.